# (24947) Hausdorff
(24947) Hausdorff (1997 NU1) – planetoida z pasa głównego asteroid okrążająca Słońce w ciągu 4,83 lat w średniej odległości 2,85 j.a. Odkryta 7 lipca 1997 roku.